# Milne Land
Milne Land (grönländisch Ilimananngip Nunaa) ist eine grönländische Insel im Distrikt Ittoqqortoormiit in der Kommuneqarfik Sermersooq.

## Geografie

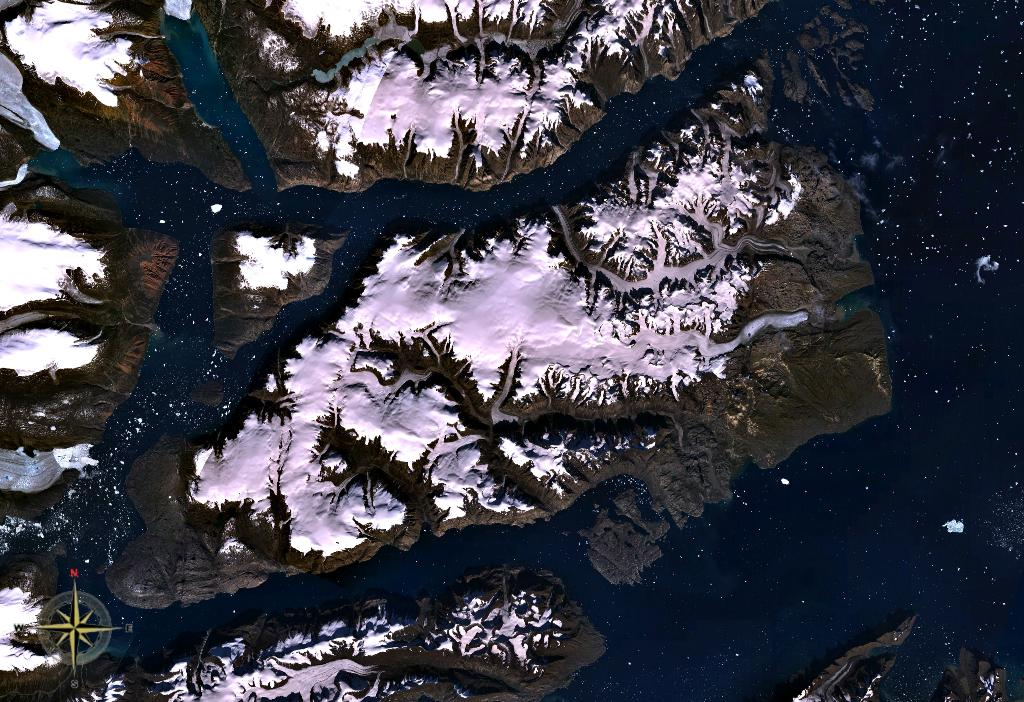
Satellitenbild von Milne Land

Milne Land ist mit rund 3800 km² die nach der Diskoinsel die zweitgrößte Nebeninsel Grönlands, womit sie etwas größer ist als beispielsweise Mallorca. Sie liegt tief im Westen des Kangertittivaq, des größten Fjordsystems der Welt, und ist von drei Seiten vom grönländischen Festland umgeben. Im Norden grenzt sie der Ikaasagajik (Øfjord) von Tuttut Nunaat (Renland) ab. Im Westen verläuft der Rødefjord und dahinter das grönländische Inlandeis. Im Süden trennt der Ujuaagajiip Kangersiva (Fønfjord) die Insel vom Gåseland ab. Milne Landbildet einen Inselkomplex mit der nordöstlich gelegenen Inselgruppe Nannit Nunaat (Bjørneøer), der großen durch den Snesund getrennten Insel Kaasarip Nasaa (Storø) im Nordwesten, der südlich davon gelegenen Sorteø, der kleinen Immikkeerteq Aappalaartoq (Rødeø) im Südwesten sowie Ujuaagajiip Nunaa (Danmark Ø) im Südosten. Die zerklüftete und in weiten Teilen vergletscherte Insel ist etwa 110 km lang und bis zu etwa 45 km breit. Ihr höchster Punkt ist die Schneekuppe Puderne mit einer Höhe von über 2100 m.

## Geschichte

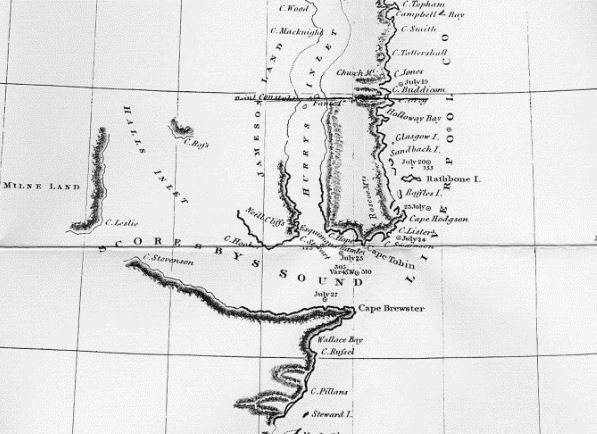
Milne Landauf der Karte von William Scoresby von 1823, deutlich erkennbar als Teil des Festlands

Der Kangertittivaq wurde 1822 vom britischen Entdecker William Scoresby befahren. Er sichtete Milne Land, hielt die Insel aber für einen Teil des Festlands. Er benannte sie daraufhin Milne Land, zu Ehren des britischen Admirals David Milne.
1955 wurden die von den Bewohnern von Ittoqqortoormiit genutzten Ortsnamen der Umgegend gesammelt. Hierbei wurde für die Ostspitze von Milne Land, Kap Leslie, bzw. später für die ganze Insel der Name Ilimananngip Nunaa angegeben, der heute der offizielle Name der Insel ist. Er bedeutet übersetzt „Ilimananngis Land“, wobei Ilimananngi der Spitzname des dänischen Geologen Alfred Rosenkrantz war, der in den 1920er Jahren im Kangertittivaq tätig war. „Ilimananngi“ ist eine Verkürzung von „Ilimananngitsoq“, was übersetzt „Der, mit dem nicht zu rechnen ist/war“ bedeutet. Dies kann entweder negativ als Bezeichnung für jemand Unbrauchbares oder positiv für jemanden genutzt werden, den man für schwach hielt, sich dann aber als deutlich besser erweist als erwartet.
Die Insel weist bergbaumäßig bedeutende Vorkommen von Monazit, Rutil und Zirkon auf.